# Aplidium vulcanium
Aplidium vulcanium is een zakpijpensoort uit de familie van de Polyclinidae. De wetenschappelijke naam van de soort werd in 2001 voor het eerst geldig gepubliceerd door Claude en Françoise Monniot.